# 米德 (堪薩斯州)
米德（英語：Meade）是一個位於美国堪薩斯州米德縣的城市。

## 地方資料
根據2020年美國人口普查的數據，米德的面積為3.79平方千米，當中陸地面積為3.79平方千米，而水域面積為0.00平方千米。當地共有人口1505人，而人口密度為每平方千米397.1人。